# Ręka Nergala
Ręka Nergala (The Hand of Nergal) – opowiadanie Roberta E. Howarda z gatunku magii i miecza, którego głównym bohaterem jest potężny wojownik ery hyboryjskiej - Conan z Cymerii. Akcja toczy się w czasie, kiedy Conan, służył jako najemnik w armii cesarza Turanu.
Robert E. Howard zaczął pisać to opowiadanie w latach trzydziestych XX wieku, jednak nie zdążył go ukończyć i opublikować za życia. Zostało ono dokończone przez Lina Cartera i opublikowane w 1967 roku w zbiorze opowiadań pt. Conan.

## Treść
Conan z Cymerii, jako najemny żołnierz turańskiej armii, bierze udział w walce przeciwko armii zbuntowanego satrapy Munthassem-Chana. Podczas decydującej bitwy na niebie pojawiają się przerażające stwory, przypominające ogromne nietoperze. Potwory atakują żołnierzy turańskich, siejąc panikę, gdyż jako wytwory czarnej magii, są odporne na ciosy. Jeden ze stworów atakuje Conana, który odruchowo dotyka talizmanu znalezionego przed bitwą i noszonego przez niego na szyi. Pod wpływem działania talizmanu stwory odstępują od niego i zaczynają dla odmiany atakować żołnierzy Munthassem-Chana. Conan wyczerpany walką traci przytomność. Kiedy ją odzyskuje spostrzega, że jest jedynym żołnierzem, który pozostał żywy na polu bitwy. Reszta poległa albo uciekła w panice. Przechadzając się po pobojowisku spotyka młodą, piękną dziewczynę. Dziewczyna przedstawia się jako Hildico. Wyjaśnia mu, że przysłał ją do niego jej pan czarownik Atalis z miasta Yaralet, rządzonego przez Munthassem-Chana. Jej pan bardzo pragnie się z nim spotkać. Conan zgadza się na spotkanie i prowadzony przez Hildico, udaje się do siedziby Atalisa. Tam spotyka Atalisa i jego przyjaciela – księcia Thana. Obaj wyjaśniają mu, że są wrogami władcy Munthassem-Chana, który stał się okrutnym tyranem i czyha na ich życie. Jego potęga tkwi w tajemniczym artefakcie o nazwie Ręka Nergala, który daje mu wielką moc, ale czyni go też okrutnikiem. Jedynym sposobem na pokonanie go jest moc Serca Tammuza, talizmanu, który posiada Conan – tego samego, który pomógł mu w walce z nietoperzami. Conan wraz z czarownikiem i księciem udają się do siedziby Munthassem-Chana. W sali tronowej dochodzi do walki pomiędzy Ręką Nergala Munthassem-Chana a Sercem Tammuza. Walka kończy się zwycięstwem Serca. Munthassem-Chan ginie, a oba artefakty znikają bez śladu.

## Adaptacje
Komiksy na podstawie opowiadania Ręka Nergala:
- Conan the Barbarian #30 (Marvel Comics, 1973)[1]
- Conan zeszyty 47-50 (Dark Horse Comics, 2007/2008)[2]